# Gadopsis
Gadopsis ist eine Gattung Süßwasserfische innerhalb der Familie der Dorschbarsche, die in Australien Freshwater Blackfishes genannt wird. Der Gattungsname Gadopsis wurde wegen der äußeren Ähnlichkeit der Fische mit dem Kabeljau vergeben (Gadus + griechisch „opsis“ = Aussehen).

## Merkmale
Die Fische in der Gattung Gadopsis werden 30 bis 60 cm groß und bis zu 5 kg schwer, bei einem länglichen und ziemlich schlanken Körperbau. Die Bauchflossen befinden sich vor den Brustflossen, am „Hals“, und bestehen aus einem einzelnen, verzweigten Flossenstrahl. Die Rückenflosse zieht sich über den gesamten Rücken, die Schuppen sind klein und die Seitenlinie ist gut ausgeprägt.

## Lebensweise
Die Fische sind nachtaktiv, standorttreu und bewohnen die Gewässerböden. Sie ernähren sich carnivor von Insekten, Krebstieren, Würmern, kleinen Fischen und Fischeiern. Die Laichzeit ist im australischen Frühling bzw. Sommer. Die Weibchen legen je nach Größe dann 20 bis 500 Eier in einem Klumpen in eine Felsspalte oder ein hohles Totholz. Die Larven schlüpfen nach etwa 16 Tagen, haften aber noch an der Eihülle für bis zu drei Wochen. Das Männchen bewacht das Gelege, bis die Larven frei schwimmen. Mit etwa 15 Zentimeter Länge, nach zwei oder drei Jahren, werden die Jungfische geschlechtsreif.

## Systematik und Arten
Die im Südosten Australiens und im Norden Tasmaniens endemischen Fische der Gattung Gadopsis wurden zeitweise als eigenständige Familie (Gadopsidae) betrachtet, wird aber heute meist in die Familie der Dorschbarsche (Percichthyidae) eingeordnet, wo sie vermutlich eine basale Stellung einnehmen. Als nächster Verwandter wird die Art Bostockia porosa gesehen.
Es sind zwei Arten wissenschaftlich beschrieben:
- Gadopsis bispinosus Sanger, 1984, Two-spined Blackfish, wird maximal 30 cm lang
- Gadopsis marmoratus Richardson, 1848, River Blackfish, wird maximal 60 cm lang

In einer genetischen Untersuchung (Hammer et al., 2014), bei der sowohl Erbgut aus dem Zellkern als auch aus den Mitochondrien herangezogen wurde, wurden 200 Exemplare der beiden oben genannten nominellen Taxa von 69 Fundorten im gesamten Verbreitungsgebiet untersucht. Dabei konnte nachgewiesen werden, dass die nördlichen und die südlichen Populationen von Gadopsis marmoratus, die sich morphologisch unterscheiden, auch genetisch sehr unterschiedlich sind. Jede dieser drei Kladen innerhalb Gadopsis konnte wiederum in jeweils zwei Populationen unterschieden werden (kryptische Arten), die damit Kandidaten für neue Arten in der Gattung Gadopsis sind.